# Tiamat (együttes)
A Tiamat 1988-ban Stockholmban alakult svéd gothic metal zenekar. Az együttes korábban a death metal/death-doom/szimfonikus black metal műfajokban játszott, később áttértek a gothic metal/gothic rock műfajokra.

## A zenekar tagjai
- Johan Edlund – ének, gitár
- Anders Iwers – basszusgitár
- Lars Sköld – dobok

## Diszkográfia

### Stúdióalbumok
- Sumerian Cry – (1990)
- The Astral Sleep – (1991)
- Clouds – (1992)
- Wildhoney – (1994)
- A Deeper Kind of Slumber – (1997)
- Skeleton Skeletron – (1999)
- Judas Christ – (2002)
- Prey – (2003)
- Amanethes – (2008)
- The Scarred People – (2012)

### Demók
- A Winter Shadow – (1990)

### Kislemezek
- Cold Seed – (1997)
- Brighter than the Sun – (1999)
- Vote For Love – (2002)
- Cain – (2003)

### Középlemezek
- Gaia – (1994)
- For Her Pleasure – (1999)

### Koncertalbumok és DVD-ék
- The Sleeping Beauty (Live in Israel) – (1993)
- The Church of Tiamat (DVD) – (2006)

### Válogatások
- The Musical History of Tiamat – (1995)
- Commandments – (2007)
- The Ark of the Covenant – The Complete Century Media Years – (2008)

## Külső hivatkozások
- Hivatalos honlap
- A Tiamat a Myspace-en